# 美洲人民革命联盟
美洲人民革命联盟（西班牙語：Alianza Popular Revolucionaria Americana，缩写为APRA），又称秘鲁阿普拉党（Partido Aprista Peruano），是秘鲁的一个政党。该党奉行的意识形态被称为阿普拉主义。

## 历史
1924年5月7日由维克多·劳尔·阿亚·德拉托雷在墨西哥创建，从建党到1979年，领袖一直是阿亚·德·拉·托雷。1930年莱吉亚独裁政权被推翻后，阿亚等领导人回国。1931年9月该党举行第一次代表大会，选举阿亚为党的领袖，并制定了党的最低纲领。1932年部分党员在特鲁希略市发动起义遭到镇压。1932～1945年，该党处于非法状态。1945年，该党取得合法地位。

### 政治活动
建党初期，主要在国外从事宣传活动。1945年与秘鲁社会党、秘鲁共产党组成全国民主阵线，推举何塞·路易斯·布斯塔曼特·里韦罗为总统候选人，参加竞选获胜。1948年该党与布斯塔曼特政府的矛盾加剧，同年10月部分党员在卡亚俄策动海军起义失败，重新转入地下。在1948～1956年曼努埃尔·奥德里亚·阿莫雷蒂执政期间，该党遭受迫害。1956年恢复合法地位，但逐渐右倾。1962年和1963年阿亚参加竞选失败后，该党同原来的政敌奥德里亚结盟，反对人民行动党费尔南多·贝朗德·特里政府(1963～1968)。
费朗西斯科·莫拉莱斯·贝穆德斯军政府执政期间(1975～1980)，开始与政府对话，主张“还政于民”。1978年6月立宪大会选举阿亚为立宪大会主席。1979年8月2日阿亚病故后，人民党分裂成两派。1980年竞选失败。1982年举行第14次代表大会，改选了党的领导机构，阿兰·加西亚·佩雷斯任总书记。1985年该党参加竞选获胜，加西亚就任总统。同年举行第15次代表大会，加西亚当选为党的主席。2006年，加西亚再次当选总统，执政至2011年。

## 总统候选人
- 1931 - 维克多·劳尔·阿亚·德拉托雷
- 1962 - 维克多·劳尔·阿亚·德拉托雷
- 1963 - 维克多·劳尔·阿亚·德拉托雷
- 1980 - 阿尔曼多·维拉努埃瓦
- 1985 - 阿兰·加西亚
- 1990 - 路易斯·阿尔瓦·卡斯特罗
- 1995 - 梅塞德斯·卡瓦尼利亚斯
- 2000 - 阿贝尔·萨利纳斯
- 2001 - 阿兰·加西亚
- 2006 - 阿兰·加西亚

## 当选总统
- 1985 - 阿兰·加西亚
- 2006 - 阿兰·加西亚